# Монтверди (Флорида)
Монтверди (енгл. Montverde) град је у америчкој савезној држави Флорида. По попису становништва из 2010. у њему је живело 1.463 становника.

## Демографија
Према попису становништва из 2010. у граду је живело 1.463 становника, што је 581 (65,9%) становника више него 2000. године.
| Група             | 2000.       | 2010.         |
| Белци             | 832 (94,3%) | 1.231 (84,1%) |
| Афроамериканци    | 14 (1,6%)   | 30 (2,1%)     |
| Азијати           | 4 (0,5%)    | 20 (1,4%)     |
| Хиспаноамериканци | 23 (2,6%)   | 156 (10,7%)   |
| Укупно            | 882         | 1.463         |